# 国际天文年
2009国际天文年（International Year of Astronomy 2009），簡稱IYA2009，主題為「宇宙等你去探索（The Universe, Yours to Discover.）」，是聯合國宣布的國際年。
1609年，義大利天文學家伽利略首次使用望遠鏡進行天文觀測，為紀念此項開拓性創舉400周年，2003年國際天文聯合會大會上決議2009年為全球天文年，在伽利略的祖國義大利帶動下，向聯合國教科文組織和聯合國提出建議，最後於2007年聯合國大會上宣布將2009年訂定為全球天文年，由聯合國教科文組織作為領導機構，國際天文聯合會負責執行，協調世界各天文組織共同參與。

## 起源
1609年5月，伽利略獲知望遠鏡發明的消息，很快製造出放大3倍望遠鏡，後來又設計放大8倍望遠鏡。10月下旬，完成了放大20倍的望遠鏡，並首次用它來進行天文觀測。 首先是對月球表面的觀察，陸續發現太陽黑子、木星的伽利略衛星、土星的光環等，並證實金星的盈虧支持哥白尼的日心說。
2003年7月23日，在澳大利亞雪梨舉行的國際天文聯合會第25屆大會上，決議2009年為全球天文年，並要求主席向伽利略的祖國義大利政府將此決議提交到聯合國教科文組織和聯合國的會議中。
2005年10月19日，在法國巴黎舉行的聯合國教育、科學及文化組織第33屆大會上，通過第33C/67號決議：宣布2009 年為聯合國全球天文年，並提交到聯合國大會中。
2007年12月19日，在聯合國總部舉行的聯合國第62屆大會上，通過第62/200號決議：2009年全球天文年。